# شهرستان سیرجان
شهرستان سیرجان یکی از شهرستان‌های واقع در غرب استان کرمان ایران است. مرکز این شهرستان، شهر سیرجان است.

## موقعیت جغرافیایی شهرستان سیرجان
شهرستان سیرجان در فاصله ۱۸۰ کیلومتری جنوب غربی کرمان واقع شده و از شمال به شهرستان شهربابک و شهرستان رفسنجان، از جنوب به شهرستان حاجی‌آباد در استان هرمزگان، از شرق به شهرستان‌های بافت و بردسیر و از غرب به شهرستان نی ریز در استان فارس محدود شده است.

## آب و هوا و اقلیم
مهم‌ترین ارتفاعات آن عبارت‌اند از [ ]]، کوهستان چهار گنبد و کوه عین البقر. از نواحی پست و هموار این شهرستان می‌توان کفه نمک در غرب و دشت حاصلخیز ابراهیم‌آباد را در شرق این شهر نام برد.
آب و هوای سیرجان در تابستان نسبتا گرم و در زمستان‌های بسیار سرد و در همراه با برف و باران و در بهار همراه با بارندگی‌های شدید است. منشأ اصلی بارندگی‌های این شهرستان، توده هوای غربی و اثر هوای مرطوب اقیانوس هند است. مهم‌ترین رودخانه‌های سیرجان عبارت‌اند از: تنگوییه (پلنگی) و رودخانه حسین‌آباد که هر دو فصلی هستند.
سیرجان دارای معادن کوچک مس  خصوصي از جمله مس نوچون  و مس چهار گنبد و معادن غنی آهن از جمله گل گهر و… است.

## تقسیمات کشوری
شهرستان سیرجان دارای ۵ بخش، ۱۰ دهستان و ۷ شهر به شرح زیر است:

### شهرستان سیرجان
| بخش     | مرکز بخش  | جمعیت بخش ۱۳۹۵ | نام دهستان    | مرکز دهستان       | جمعیت دهستان ۱۳۹۵ | شهر           | جمعیت شهر ۱۳۹۵         |
| ------- | --------- | -------------- | ------------- | ----------------- | ----------------- | ------------- | ---------------------- |
| مرکزی   | سیرجان    | ۲۴۵٬۲۰۳ نفر    | شریف‌آباد      | شریف‌آباد          | ۱۶٬۸۶۱ نفر        | سیرجان نجف‌شهر | ۱۹۹٬۷۰۴ نفر ۲۰٬۱۶۴ نفر |
| مرکزی   | سیرجان    | ۲۴۵٬۲۰۳ نفر    | نجف‌آباد       | نجف‌شهر            | ۸٬۴۷۴ نفر         | سیرجان نجف‌شهر | ۱۹۹٬۷۰۴ نفر ۲۰٬۱۶۴ نفر |
| زیدآباد | زیدآباد   | ۲۷٬۸۱۸ نفر     | محمودآباد سید | محمودآباد سید     | ۱۲٬۷۰۸ نفر        | زیدآباد       | ۹٬۱۱۲ نفر              |
| زیدآباد | زیدآباد   | ۲۷٬۸۱۸ نفر     | زیدآباد       | زیدآباد           | ۵٬۹۹۸ نفر         | زیدآباد       | ۹٬۱۱۲ نفر              |
| پاریز   | پاریز     | ۲۲٬۵۳۸ نفر     | پاریز         | پاریز             | ۶٬۱۶۵ نفر         | پاریز هماشهر  | ۸٬۰۰۵ نفر ۷٬۲۵۰ نفر    |
| پاریز   | پاریز     | ۲۲٬۵۳۸ نفر     | سعادت‌آباد     | هماشهر            | ۵٬۰۵۷ نفر         | پاریز هماشهر  | ۸٬۰۰۵ نفر ۷٬۲۵۰ نفر    |
| گلستان  | خواجو شهر | ۱۷٬۰۶۱ نفر     | ملک‌آباد       | خواجو شهر         | ۸٬۹۳۶ نفر         | خواجو شهر     | ۲٬۴۷۸ نفر              |
| گلستان  | خواجو شهر | ۱۷٬۰۶۱ نفر     | گلستان        | حاجی‌آباد پوزه خون | ۵٬۶۴۷ نفر         | خواجو شهر     | ۲٬۴۷۸ نفر              |
| بلورد   | بلورد     | ۱۱٬۴۷۳ نفر     | چهارگنبد      | تکیه              | ۴٬۳۱۸ نفر         | بلورد         | ۳٬۵۳۴ نفر              |
| بلورد   | بلورد     | ۱۱٬۴۷۳ نفر     | بلورد         | بلورد             | ۳٬۶۲۱ نفر         | بلورد         | ۳٬۵۳۴ نفر              |